# Nebridio
Nebridio (in latino Nebridius; ... – 365/366) è stato un generale e politico romano.

## Biografia
Nativo dell'Etruria, fece carriera nell'amministrazione imperiale.
Nel 354, numerosi briganti isaurici assediavano a Seleucia sul Calicadno le truppe del comes Castricio. Il cesare Costanzo Gallo affidò a Nebridio, che era succeduto ad Onorato alla carica di comes Orientis, l'incarico di aiutare il comes assediato; Nebridio raccolse ovunque le truppe disponibili e mosse celermente verso Seleucia; alla notizia dell'arrivo di un altro esercito, i briganti si dispersero per le loro inaccessibili montagne; è da notare il fatto che sebbene Nebridio fosse un funzionario civile, abbia comandato personalmente le truppe. Nebridio fu comes Orientis fino al 358, quando venne sostituito da Domizio Modesto.
Era quaestor sacri palatii del cesare Giuliano, in Gallia, nel 360. In quell'anno le truppe acclamarono imperatore Giuliano, che era cugino dell'imperatore Costanzo II e fratello di Gallo; Costanzo, per mostrare il proprio potere a Giuliano, gli impose di accettare solo il rango di cesare, e gli impose la nomina di diversi ufficiali, tra cui quella di Nebridio a prefetto del pretorio delle Gallie. I soldati si schierarono però dalla parte di Giuliano, confermandolo augusto; solo l'incarico di Nebridio fu effettivo, in quanto conforme ai desideri di Giuliano. Quando Giuliano ricevette l'ordine di Costanzo di inviargli le sue truppe migliori per la campagna contro i Sasanidi, Giuliano decise di muovere guerra al cugino, e chiese a soldati e ufficiali di giurargli lealtà; tutti lo fecero, ad eccezione di Nebridio, il quale affermò di non poter tradire il giuramento di lealtà verso Costanzo, che lo aveva ampiamente beneficato. Quando vennero a sapere questo, i soldati di Giuliano tentarono di ucciderlo, ma Nebridio si gettò ai piedi di Giuliano, e questi gli salvò la vita ricoprendolo col proprio mantello; cionondimeno, Giuliano lo rimosse dall'incarico, permettendogli di ritirarsi a vita privata ovunque volesse, e Nebridio tornò in Etruria.
Morti Costanzo II (361), Giuliano (363) e il suo successore Gioviano (364), Nebridio fu nominato prefetto del pretorio d'Oriente dal nuovo imperatore Valente, in sostituzione di Secondo Saluzio; la nomina fu dovuta anche grazie al sostegno del patricius e suocero dell'imperatore, Petronio. Nebridio fu però presto catturato dall'usurpatore Procopio; mentre era in carcere, fu obbligato con la violenza a scrivere una falsa lettera per nome di Valente al comes della Tracia Giulio, il quale fu così attirato a Costantinopoli e qui catturato da Procopio. Nebridio morì nel 365/366, probabilmente imprigionato da Procopio.
Nebridio aveva una figlia, dal nome sconosciuto. Se Nebridio fu il padre del Nebridio comes rerum privatarum e praefectus urbi di Costantinopoli nel 386 e il nonno del Nebridio nipote di Elia Flaccilla, allora egli fu il capostipite di una famiglia imparentata con la dinastia teodosiana.

### Fonti primarie
- Ammiano Marcellino, Rerum Gestarum Libri XXXI
- Libanio, Lettere e Orazioni
- Zosimo, Storia nuova

### Fonti secondarie
- «Nebridius 1», The Prosopography of the Later Roman Empire, Volume 1, Cambridge University Press, 1974, p. 619.
- Szymon Olszaniec, Prosopographical studies on the court elite in the Roman Empire (4th century A. D.), Wydawnictwo Naukowe Uniwersytetu Mikołaja Kopernika, 2013, pp. 289–294.